# Odon-floden
Odon er en flod i departementet Calvados i Normandiet i det nordvestlige Frankrig. Den er 47 km lang og er en biflod på venstre side til Orne. Floden passerer gennem Jurques, Aunay-sur-Odon, Baron-sur-Odon, Bretteville-sur-Odon, Épinay-sur-Odon, Grainville-sur-Odon, Parfouru-sur-Odon, Tournay-sur-Odon og Tourville-sur-Odon. Den flyder ud i Orne i Caen.

## Eksterne kilder
- http://www.geoportail.fr Arkiveret 15. december 2010 hos  Wayback Machine
- Odon på Sandre databasen